# Melanocitastimuláló hormon
A melanocitastimuláló hormonok, melanotropinok vagy intermedinek (rövidítve MSH) egy peptidhormon-család, amely a bőrben és a hajban a festékanyag, a melanin termelését szabályozza. Ezenkívül az agyban hatással van az étvágyra és szexuális izgalomra is. Az agyalapi mirigy elülső lebenyében termelődik más hormonokkal együtt egy hosszú prekurzor proteinből.

## Funkciója
A hormoncsalád három molekulából áll: az α-, β- és γ-melanocitastimuláló hormonból. A peptidek (elsősorban az α-MSH) a bőr és a haj melanocitáiban stimulálják a melanin termelését. Az agyban hatással vannak az étvágyra és szexuális izgalomra.
Egyes állatokban, mint a karmosbékában (Xenopus laevis) az MSH termelődése megnövekszik, ha hosszabb ideig sötétben tartják. Emiatt a béka bőre sötétebb lesz és a ragadozók nehezebben veszik észre. A kétéltűekben a bőr pigmenthordozó sejtjeit melanofóráknak hívják, így a hormonra néha melanofóra-stimuláló hormonként hivatkoznak.
A hormonszint növekedése emberben is a bőr sötétedését váltja ki. Mivel mennyisége a terhesség alatt megnő, az ösztrogén hasonló hatása miatt a várandós nők bőre pigmentáltabb lehet. Az adrenokortikotrop hormon (ACTH) túltermelésével járó Cushing-kórban is előfordulhat a hiperpigmentáció. Hasonló hatással járhat a szintén kóros ACTH-szintet mutató Addison-kór is; ennek oka, hogy az ACTH és az MSH ugyanabból a hosszú prekurzor molekulából (proopiomelankortin) származik.
Az emberi rasszok eltérő bőrszínét nem az MSH nagyobb mennyisége okozza. Sok vörös hajú ember viszont az MSH-receptor eltérése miatt nem barnul le a napfény hatására.

## Szerkezete
A három MSH az ún. melanokortinokhoz tartozik, amelyek a proopiomelankortin (POMC) feldarabolódásából származó peptidhormon-család tagjai. A POMC az agyalapi mirigy elülső lebenyében (az ún. adenohipofízisben) keletkezik a kortikotropin-felszabadító hormon (CRH) hatására. Utóbbit a hipotalamusz szekretálja. A 241 aminosav hosszúságú proopiomelanokortin különböző poszttranszlációs módosításokon megy keresztül (foszforilálás, glikozilálás), majd fehérjevágó enzimek kisebb, biológiailag aktív peptidere vágják:
- POMC

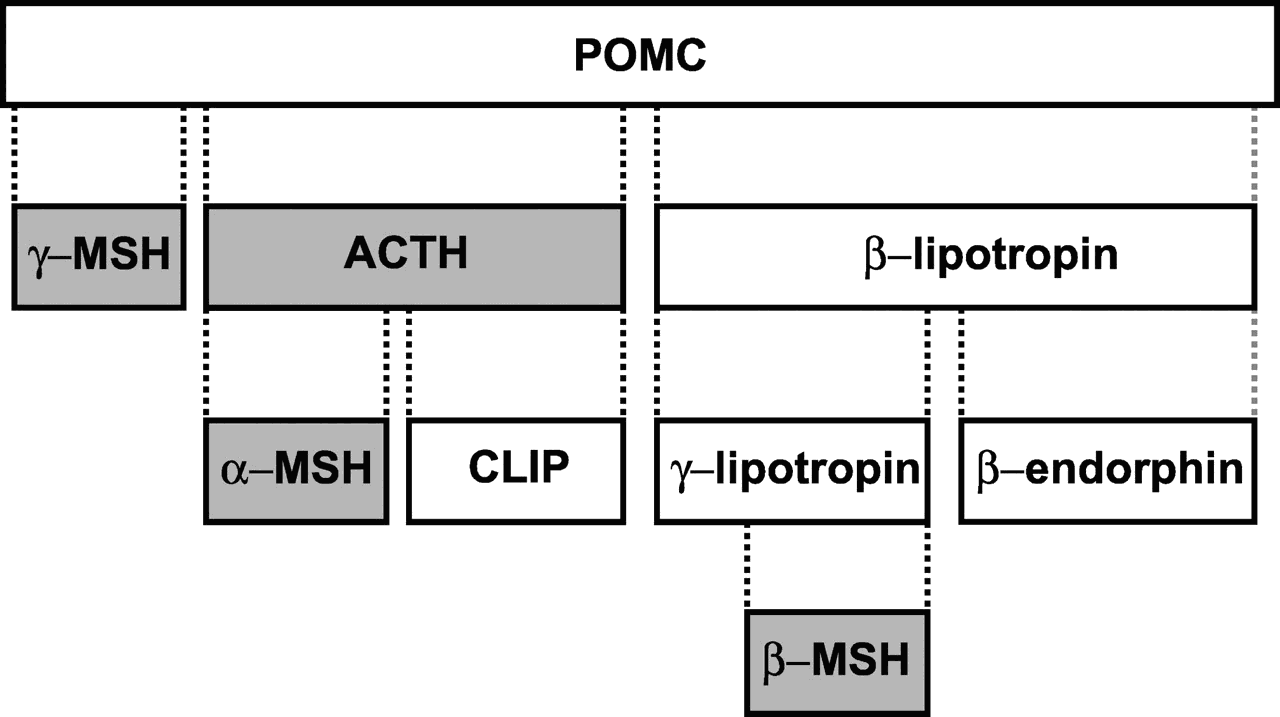
A proopiomelanokortin származékai

  - γ-melanocitastimuláló hormon (γ-MSH)
  - adrenokortikotrop hormon (ACTH)
    - α-melanocitastimuláló hormon (α-MSH)
    - CLIP

  - β-lipotropin
    - γ-lipotropin
      - β-melanocitastimuláló hormon (β-MSH)

    - β-endorfin

A három melanocitastimuláló hormon aminosavszekvenciája a következő:
| α-MSH:          | COOH-Ser-Tyr-Ser-Met-Glu-His-Phe-Arg-Trp-Gly-Lys-Pro-Val-NH2                            |
| β-MSH (ember):  | Ala-Glu-Lys-Lys-Asp-Glu-Gly-Pro-Tyr-Arg-Met-Glu-His-Phe-Arg-Trp-Gly-Ser-Pro-Pro-Lys-Asp |
| β-MSH (sertés): | Asp-Glu-Gly-Pro-Tyr-Lys-Met-Glu-His-Phe-Arg-Trp-Gly-Ser-Pro-Pro-Lys-Asp                 |
| γ-MSH:          | Tyr-Val-Met-Gly-His-Phe-Arg-Trp-Asp-Arg-Phe-Gly                                         |

## Orvosi alkalmazás
A melanocitastimuláló hormon szintetikus analógjait fényérzékeny bőrű betegek tüneteinek enyhítésére (afamelanotid) vagy szexuális ajzószerként (melanotan II) használják.

## Fordítás
Ez a szócikk részben vagy egészben  a   Melanocyte-stimulating hormone című angol Wikipédia-szócikk ezen változatának fordításán alapul.  Az eredeti cikk szerkesztőit annak laptörténete sorolja fel. Ez a jelzés csupán a megfogalmazás eredetét és a szerzői jogokat jelzi, nem szolgál a cikkben szereplő információk forrásmegjelöléseként.